# Kaseilla sanciae
Kaseilla sanciae is een slakkensoort uit de familie van de Pickworthiidae. De wetenschappelijke naam van de soort werd in 2010 voor het eerst geldig gepubliceerd door Robert Moolenbeek en J. Hoenselaar.